# Équipe du Pakistan de rugby à XV
L'équipe du Pakistan de rugby à XV rassemble les meilleurs joueurs de rugby à XV du Pakistan.

## Histoire
Le 25 mars 2012, elle entre dans le classement World Rugby à la 71e place. Au 3 janvier 2022, le Pakistan est classé 95e.